# الکسی کوستیگوف
الکسی کوستیگوف (روسی: Алексей Вениаминович Костыгов؛ زادهٔ july ۵, ۱۹۷۳ (۵۱ سال)) ورزشکار فوتبال اهل روسیه است.
وی در مسابقات کشوری و بین‌المللی در مجموع برندهٔ ۱ مدال برنز شده‌است.